# Hösten i Peking
Hösten i Peking, originaltitel L'Automne à Pékin, är en roman från 1947 av Boris Vian, utkom på svenska 1969 i översättning av Lars Erik Sundberg.

## Handling
Titeln till trots utspelar sig denna bok inte i Peking, och det råder även tvivel om det verkligen är höst. En ytterst udda samling karaktärer samlas av slumpartade händelser i ökenlandet Exopotamien för att bygga en järnväg, bland annat två män och en kvinna i en kärlekstriangel, en arkeolog som krossar allt han hittar för att kunna förvara det i små burkar, en eremit som lever livets glada dagar, en doktor som har ihjäl lika många som han botar, och hans assistent som felbehandlat en antik stol som blev Ludvig XIV och dog. Människornas dårskaper leder mot en oundviklig kollaps.